# Cisna
Cisna (ukrán nyelven: Тісна, Tisna) Lengyelország délkeleti részén, a Kárpátaljai vajdaságban, a Leskói járásban található település. Cisna Gmina Cisna székhelye. 1999. január 1-jétől tartozik a Leskói járáshoz, előtte a Bieszczady járáshoz tartozott.

## Történelme
Cisna a Solinka-folyó völgyében fekszik, a Keleti-Beszkidek hegység közelében. Cisnát 1552-ben a Bal-család alapította.
Jacek Fredro, Aleksander Fredro lengyel költő apja egy kovácsműhelyt nyitott a településen és mezőgazdasági szerszámok előállításával foglalkozott.
1890 és 1895 között épült egy keskeny nyomtávú vasútvonal, amely előbb Cisnát Nowy Łupkówval, majd 1904-re Kalnica településekkel kötötte össze. A két világháború közti időszakban Cisna elsődleges szerepet töltött be a Bieszczady járáson belül és kedvelt üdülőövezetté vált.
A II. világháború során a településnek majdnem az egésze megsemmisült. A világháború után a harcok folytatódtak a lengyel és a szovjet erők és az Ukrán Felkelő Hadsereg közt. 1946-ban az ukrán csapatok felgyújtották a települést és a lakosság elmenekült. A Visztula-hadművelet idején számos lakos elköltözött innen Gdańsk környékére.

## Népesség
1921-ben a település lakossága 416 fő volt, amelyből 166 fő volt lengyel, 132-en oroszok és 118-an zsidók voltak.
2006-ban a településen 410-en éltek.

## Látnivalók
- Katolikus templom (1877-79 közt épült)
- Görögkatolikus templom 1829-ből
- Katonai temető (1946-47-ben hozták létre és 1984-ben felújították)[2]
- Bal-kastély, melynek mára csak az alapjainak romjai láthatók
- A zsidó temető romjai

## Fordítás
Ez a szócikk részben vagy egészben  a   Cisna című angol Wikipédia-szócikk ezen változatának fordításán alapul.  Az eredeti cikk szerkesztőit annak laptörténete sorolja fel. Ez a jelzés csupán a megfogalmazás eredetét és a szerzői jogokat jelzi, nem szolgál a cikkben szereplő információk forrásmegjelöléseként.